# Иранско-израелски сукоб
Иранско-Израелски прокси сукоб је у току индиректан сукоб између Израела и Ирана. Сукоб је везан у политичкој борби иранског руководства против односа израелског руководства према Палестинцима и главног циља Израела да спречи намеру иранске владе да развије нуклеарно оружје и умањи војну подршку својим савезницима и заступницима као што су Хезболах и друге странке у Либану. Сукоб је почео 3. августа 2005. године доласком на чело Ирана председника Махмуда Ахмадинежада који је током свог мандата покренуо убрзано развој нуклеарног програма Ирана и значајно радикализовао своју реторику према Израелу. У јулу и августу 2006. године Израел је извршио војну агресију на Либан након убиства осам и отмице два израелска војника од стране припадника војне организације Хезболах која делује у Либану, а војну и финансијску подршку јој даје Иран. Добар део земље је порушен у израелским нападима, поготово јужни део. Иран је након либанског рата до 2011. године подржавао палестинску сепаратистичку организацију Хамас са којом је Израел у децембру 2008. и јануару 2009. године ушао у отворени рат уз огромне цивилне жртве. Израел је победио у сукобу, али није трајно онеспособио Хамас да ракетира територију Израела јер је помоћ и подршка Хамасу пристизала из Ирана. Након избијања Арапског пролећа и великих немира у арапским земљама у децембру 2010. године и јануару 2011. године, утицај Ирана на Хамас је значајно опао и Израел је добио слободнији простор да делује против екстремне палестинске организације. На таласу великих немира у државама са арапским становништвом, немири су захватили и друге муслиманске не-арапске земље међу којима и Иран. Иран се некако и изборио са побуном, али знатно већи сукоби су погодили прво Тунис, Египат, Либију и Јемен након којих су свргнуте дугогодишње диктаторске владе војних хунти. У фебруару 2011. године немири координисано погађају Иран и његовог савезника у Персијском заливу Бахреин малу сунитску монархију са већинским шиитским становништвом. Пошто је Иран подржао протесте већинског шиитског становништва и покушао да потпомогне свргавање сунитске монархије, оружане снаге Саудијске Арабије, УАЕ и Катара су војно интервенисале у тој малој заливској монархији. Само дан након саудијске војне интервенције у Бахреину, дошло је до велике побуне код највећег Иранског савезника у арапским земљама Сирији. Након неуспешне обојене револуције и покушаја војног пуча, у Сирији долази до отворене војне побуне, а до средине 2012. године и грађанског рата. Оружане снаге Исламске Републике Иран раде у Сирији у знак подршке сиријском председнику Башару ел Асадау и његовој влади. Крајем 2012. године на сцену сиријског конфликта ступа и Израел који се ставља отворено на страну побуњеника против владе. Израел обезбеђује медицински третман за сиријске цивиле и побуњенике, укључујући и неке чланове Ал-Нусра фронта, што је изазвало сукобе у израелском друштву јер су припадници те организације блиски сарадници Ал Каиде која је отворени непријатељ израелског највећег савезника САД. Сукоб из Сирије се постепено преместио и у Либан где су два ривала поново укрстила копља у асиметричном сукобу у који су овај пут уплетене највеће светске војне и економске силе. У јулу 2014. године долази до поновног великог сукоба између Израела и палестинског Хамаса коме Иран поново даје политичку и војну подршку. У том сукобу је било много цивилних жртава, а на крају су обе стране прогласиле победу. Иран се у асиметричном сукобу са Израелом искључиво ослања на подршку источних сила као што су Русија и Кина, а Израел на подршку западних савезника углавном САД, НАТО и ЕУ.